# Клаудио Ранијери
Клаудио Ранијери (итал. Claudio Ranieri; Рим, 20. октобар 1951) јесте бивши италијански фудбалски тренер и фудбалер.

## Биографија
Професионалну каријеру почиње у родном Риму наступајући за Рому. У „римској вучици” се задржао само једну сезону. Године 1974. прелази у Катанзаро за који је играо у наредних осам година. Са клубом из Калабрије је у два наврата изборио промоцију у Серији А. Наступао је још за Катанију и Палермо.
Тренерским послом почиње да се бави 1986. године када преузма Ламетини. Наредне сезоне седа на клупу екипе Путеолана. У периоду од 1988. до 1997. године водио је Каљари, Наполи и Фиорентину. Са Каљаријем је у сезони 1988-89. освојио Серију Ц1, док је са Фиорентином у сезони 1993-94. био победник Серије Б. 1997. године преузима Валенсију. Наредне године са тимом из Шпаније осваја Интертото куп, да би 1999. године освојио Куп краља. 1999. године преузима Атлетико Мадрид. У Мадриду се није дуго задржао, јер је већ у фебруару наредне године добио отказ.
Дана 18. септембра 2000. године постаје менаџер Челсија. За време вођења клуба из Лондона је двапут изабран за менаџера месеца. Клупу Челсија је напустио 2004. године и вратио се на клупу Валенсије. У свом другом мандату, Валенсија долази до трофеја УЕФА Суперкупа. 12. фебруара 2007. године преузима Парму. Већ у јуну 2004. године постаје менаџер Јувентуса. Са клубом из Торина није било већих успјеха, те је 2009. године добио отказ. Потом је водио још два италијанска клуба Рому и Интер. Био је кратко селектор фудбалске репрезентације Грчке.
Једно од највећих изненађења је било кад је 2016. године са Лестером освојио титулу Премијер лиге.

## Играчки успеси

### Катанзаро
- Серија Б : друго место 1975/76, 1977/78. (промоција у Серију А)

### Катанија
- Серија Б : друго место 1982/83. (промоција у Серију А)

### Палермо
- Серија Ц : друго место 1984/85. (промоција у Серију Б)

## Тренерски успеси

### Каљари
- Серија Ц (1) : 1988/89. (промоција у Серију Б)
- Куп Италије Серије Ц (1) : 1988/89.
- Серија Б : треће место 1989/90. (промоција у Серију А)

### Фиорентина
- Серија Б (1) : 1993/94. (промоција у Серију А)
- Куп Италије (1) : 1995/96.
- Суперкуп Италије (1) : 1996.

### Валенсија
- Куп Шпаније (1) : 1998/99.
- Интертото куп (1) : 1998.
- Суперкуп Европе (1) : 2004.

### Монако
- Лига 2 (1) : 2012/13.

### Лестер сити
- Премијер лига (1) : 2015/16.